# Hemigrammus skolioplatus
Hemigrammus skolioplatus är en fiskart som beskrevs av Vinicius Araújo Bertaco och Carvalho 2005. Hemigrammus skolioplatus ingår i släktet Hemigrammus och familjen Characidae. Inga underarter finns listade i Catalogue of Life.